# Eucomis
Eucomis é um género de angiosperma da família Asparagaceae, subfamília Scilloideae, nativo do sul da África. A maioria das espécies deste gênero é comumente chamada de flor-de-abacaxi. São perenes bulbosas com rosetas basais de folhas e hastes robustas cobertas por flores em forma de estrela com um tufo de brácteas verdes na parte superior, superficialmente semelhante a um abacaxi — daí o nome comum.

## Taxonomia
O gênero Eucomis foi publicado pela primeira vez por Charles L'Héritier em 1789. O nome Eucomis é de origem grega, com eu- significando "agradável" e kome "cabelo", referindo-se ao tufo de brácteas semelhantes a folhas que coroam a inflorescência das espécies neste gênero. O nome foi usado pela primeira vez por Daniel Solander, que decidiu que a Fritillaria regia de Lineu deveria ser colocada em um gênero separado. No entanto, Solander morreu antes de publicar o nome e não foi mencionado por L'Héritier em sua publicação de 1789. Inicialmente, três espécies foram colocadas em Eucomis: E. regia, E. nana e E. punctata. (As duas últimas são agora sinônimos de E. regia e E. comosa, respectivamente.)

### Classificação
Eucomis é classificado na subfamília Scilloideae da família Asparagaceae por aqueles que utilizam o sistema de classificação APG IV, e na família Hyacinthaceae por aqueles que usam famílias mais estreitamente definidas. Ao usar a subfamília Scilloideae, Eucomis é colocado na tribo Hyacintheae, subtribo Massoniinae, juntamente com gêneros como Lachenalia, Ledebouria, Massonia e Veltheimia.
As espécies podem ser divididas em dois grupos. Um consiste em sete espécies principalmente curtas e diploides com  2n = 2x = 30 cromossomos: E. amaryllidifolia, E. bicolor, E. grimshawii, E. regia, E. schijffii, E. vandermerwei e E. zambesiaca. O outro consiste em cinco espécies principalmente maiores e tetraploides com 2n = 4x = 60 cromossomos: E. autumnalis, E. comosa, E. humilis, E. montana and E. pallidiflora. A ploidia de E. sonnetteana não é conhecida.

### Espécies
O gênero inclui 13 spécies aceitas.
| Image | Species                 |
| ----- | ----------------------- |
|       | Eucomis amaryllidifolia |
|       | Eucomis autumnalis      |
|       | Eucomis bicolor         |
|       | Eucomis comosa          |
|       | Eucomis grimshawii      |
|       | Eucomis humilis         |
|       | Eucomis montana         |
|       | Eucomis pallidiflora    |
|       | Eucomis regia           |
|       | Eucomis schijffii       |
|       | Eucomis sonnetteana     |
|       | Eucomis vandermerwei    |
|       | Eucomis zambesiaca      |

## Distribuição e habitat
Eucomis é nativa da África do Sul, Botswana, Lesoto, Eswatini, Zimbábue e Malawi. As espécies podem ser encontradas em áreas de pastagem, florestas, pântanos e margens de rios, mas estão ausentes das regiões mais secas. As espécies menores são encontradas com mais frequência em elevações mais altas, em topos de colinas ou outros lugares expostos; as espécies maiores preferem habitats menos expostos, como vales úmidos e margens de riachos.

## Cultivo
As espécies de Eucomis são cultivadas como plantas ornamentais. A maioria das espécies que florescem no verão tolerará geadas de até -5 a -10 °C quando dormentes no inverno, desde que sejam mantidas secas. Elas florescem melhor se receberem exposição ao sol e umidade no verão. O Eucomis regia cresce no inverno e floresce no início da primavera. Ele precisa de cultivo em estufa em regiões que, como a Grã-Bretanha, têm um clima marítimo em vez de um clima mediterrâneo.